# Gmina Novi Travnik
Gmina Novi Travnik (boś. Općina Novi Travnik) – gmina w Bośni i Hercegowinie, w kantonie środkowobośniackim. W 2013 roku liczyła 23 832 mieszkańców.